# Kulvinder Ghir
Kulvinder Ghir (Nairobi, 10 de agosto de 1965) é um ator, comediante e escritor britânico. Ele é mais conhecido como um dos membros do elenco do programa de TV da BBC Goodness Gracious Me. Ele também é conhecido por interpretar Aslam no filme Rita, Sue e Bob Too!, ao lado de Michelle Holmes, Siobhan Finneran e George Costigan. 

## Biografia
Nascido em Nairobi, Quênia, Ghir é filho de pais indianos, e cresceu no subúrbio de Chapeltown, em Leeds, Inglaterra. Ele é de origem sikh. Ghir começou a se apresentar no palco aos 13 anos, passando a tocar em clubes de comédia entre 15 e 17 anos, depois se matriculou em uma escola de teatro de Londres.

## Carreira
Ghir fez sua primeira aparição na televisão em 1985, no papel recorrente de Davy Malik no drama da BBC Howards 'Way. Seu papel inovador surgiu em 1987, no controverso filme britânico Rita, Sue e Bob Too!. Desde então, ele trabalhou extensivamente no cinema, televisão e teatro. 
Ele é mais conhecido como um dos quatro membros regulares do elenco da comédia da BBC Goodness Gracious Me, tanto na sua rádio quanto na TV. Entre os muitos personagens que Ghir interpretou estavam "Chunky Lafunga", um sexy "herói" de Bollywood, o super-herói Bhangra Man e metade da dupla "Bhangramuffins" (ao lado do co-roteirista da série Sanjeev Bhaskar). 
Ele também é conhecido por fornecer a voz de Ajay Bains em Postman Pat. 
Sua peça Dusky Warriors estreou no Theatre Royal, Stratford, Londres, em 1995. 
Ele também emprestou sua voz a algumas séries animadas, além de Postman Pat, incluindo Chop Socky Chooks e a reinicialização de Bob the Builder em 2015. 
De setembro de 2009 a maio de 2011, Ghir fez parte do elenco da série de comédia BBC Three Lunch Monkeys, interpretando Mohammed Khan, pai do personagem de Abdullah Afzal. O show durou duas séries. 
Em 2013, ele apareceu como um dos irmãos rivais no filme britânico, Jadoo.
Em 2013, ele também apareceu no episódio final da sitcom britânica Big School, como Rupesh, o motorista do ônibus escolar.
Desde 2013, ele interpretou Cyril em Still Open All Hours. Ele também estava no filme 31 North 62 East como Tariq. 
Em 2019, ele interpretou o pai do protagonista em Blinded by the Light. 